# Copăceni (Moldavia)
Copăceni è un comune della Moldavia situato nel distretto di Sîngerei di 3.315 abitanti al censimento del 2004

## Località
Il comune è formato dall'insieme delle seguenti località (popolazione 2004):
- Copăceni (2.461 abitanti)
- Antonovca (106 abitanti)
- Evghenievca (266 abitanti)
- Gavrilovca (4 abitanti)
- Petrovca (364 abitanti)
- Vladimireuca (114 abitanti)